# 渡部三郎
渡部 三郎（わたなべ さぶろう、1956年（昭和31年）8月11日 - ）は日本のスキー指導者。山形県朝日村（現鶴岡市）出身。山形県スキー連盟所属。元全日本スキー連盟デモンストレーター（現在のナショナルデモンストレーター）。現在は全日本スキー連盟専門委員、湯殿山スキー学校代表。

## プロフィール
インターハイで優勝するなど学生時代よりスキー選手として活躍し、高校卒業後蔵王スキー学校に所属、1977年より全日本スキー技術選手権大会（技術選。当時デモ選）に出場。急ヴェと呼ばれ、技術選の花形種目である急斜面ウェーデルン（現在の不整地小回り）や総合滑降など難易度の高い種目を得意とし、1986年、1987年連覇を果たす。
その後もトップ選手として活躍。1996年40歳でトップ10の成績を維持したまま引退。現在もスキー誌に解説等たびたび登場し、その人柄の良さから一般スキーヤーからは「サブちゃん」の愛称で親しまれている。また長男の渡部浩司も現在デモンストレーターとして技術選で活躍中である。
バブル期スキーブームの火付け役となった、邦画『私をスキーに連れてって』では主人公である矢野文男（三上博史）のスキー吹き替えを務めた。